# Legend (album de Bob Marley and the Wailers)
Pour les articles homonymes, voir Legend.
Albums de Bob Marley and the Wailers
Confrontation
(1983) Bob, Peter, Bunny & Rita
(1985)
Legend est une compilation de Bob Marley and the Wailers sortie en 1984. Elle regroupe dix des onze singles de Bob Marley ayant atteint le top 40 au Royaume-Uni (le onzième étant Punky Reggae Party), ainsi que trois morceaux extraits des deux albums publiés par les anciens Wailers (avec Peter Tosh et Bunny Wailer) chez Island, et enfin Redemption Song, plébiscité par les fans.
Aujourd'hui encore, Legend reste le disque de reggae le plus couronné de succès, avec plus de quatorze millions d'exemplaires vendus aux États-Unis et environ vingt-cinq millions d'exemplaires vendus dans le monde,. En France, il fut certifié en 1995 disque de diamant (plus d'un million d'exemplaires vendus). Il fut pourtant critiqué pour son manque de représentativité de la carrière de Bob Marley. En effet, il ne prend pas en compte les albums Natty Dread, Rastaman Vibration, Babylon By Bus et Survival.
Bien que ce soit une compilation, le magazine Rolling Stone l'a classé « quarante-sixième plus grand album de tous les temps ».

## Titres

### Édition vinyle originale américaine
| 1. | Is This Love (en)            | Kaya (1978)          | 3:52 |
| 2. | No Woman, No Cry (remix)     |                      | 4:05 |
| 3. | Could You Be Loved (7" edit) | Uprising (1980)      | 3:33 |
| 4. | Three Little Birds           | Exodus (1977)        | 2:56 |
| 5. | Buffalo Soldier (remix)      | Confrontation (1983) | 5:24 |
| 6. | Get Up, Stand Up             | Burnin' (1973)       | 3:17 |
| 7. | Stir It Up (edit)            | Catch a Fire (1973)  | 3:38 |

| 1. | One Love/People Get Ready (en) | Exodus (1977)   | 2:52 |
| 2. | I Shot the Sheriff (edit)      | Burnin' (1973)  | 3:46 |
| 3. | Waiting in Vain (remix)        | Exodus (1977)   | 4:10 |
| 4. | Redemption Song                | Uprising (1980) | 3:48 |
| 5. | Satisfy My Soul (7" edit)      | Kaya (1978)     | 3:45 |
| 6. | Exodus (remix)                 | Exodus (1977)   | 5:24 |
| 7. | Jamming (remix)                | Exodus (1977)   | 3:17 |

### Édition originale disque compact
| No  | Titre                             | Album original       | Durée |
| --- | --------------------------------- | -------------------- | ----- |
| 1.  | Is This Love                      | Kaya (1978)          | 3:50  |
| 2.  | No Woman, No Cry (live - 7" edit) | Live! (1975)         | 4:02  |
| 3.  | Could You Be Loved                | Uprising (1980)      | 3:57  |
| 4.  | Three Little Birds                | Exodus (1977)        | 3:00  |
| 5.  | Buffalo Soldier (7" edit)         | Confrontation (1983) | 2:33  |
| 6.  | Get Up, Stand Up                  | Burnin (1973)        | 3:17  |
| 7.  | Stir It Up (edit)                 | Catch a Fire (1973)  | 3:38  |
| 8.  | One Love/People Get Ready         | Exodus (1977)        | 2:52  |
| 9.  | I Shot the Sheriff (edit)         | Burnin (1973)        | 3:46  |
| 10. | Waiting in Vain                   | Exodus (1977)        | 4:16  |
| 11. | Redemption Song                   | Uprising (1980)      | 3:48  |
| 12. | Satisfy My Soul                   | Kaya (1978)          | 4:30  |
| 13. | Exodus (7" edit)                  | Exodus (1977)        | 4:16  |
| 14. | Jamming (7" edit)                 | Exodus (1977)        | 3:17  |

### Édition Deluxe - 2002
L'édition Deluxe contient deux disques : le premier est l'album original remastérisée et le second est les remixes de quelques titres se trouvant sur la compilation originale.
| 1.  | Is This Love                     | Kaya (1978)             | 3:50 |
| 2.  | No Woman, No Cry (live)          | Live! (1975)            | 7:08 |
| 3.  | Could You Be Loved               | Uprising (1980)         | 3:57 |
| 4.  | Three Little Birds               | Exodus (1977)           | 3:00 |
| 5.  | Buffalo Soldier                  | Confrontation (1983)    | 4:18 |
| 6.  | Get Up, Stand Up                 | Burnin (1973)           | 3:17 |
| 7.  | Stir It Up                       | Catch a Fire (1973)     | 5:30 |
| 8.  | Easy Skanking (bonus track)      | Kaya (1978)             | 2:57 |
| 9.  | One Love / People Get Ready      | Exodus (1977)           | 2:52 |
| 10. | I Shot the Sheriff               | Burnin (1973)           | 4:40 |
| 11. | Waiting in Vain                  | Exodus (1977)           | 4:16 |
| 12. | Redemption Song                  | Uprising (1980)         | 3:48 |
| 13. | Satisfy My Soul                  | Kaya (1978)             | 4:31 |
| 14. | Exodus                           | Exodus (1977)           | 7:40 |
| 15. | Jamming                          | Exodus (1977)           | 3:31 |
| 16. | Punky Reggae Party (bonus track) | Non-album single (1977) | 6:52 |

| 1.  | One Love/People Get Ready (extended version, remixed by Julian Mendelsohn)           | "One Love/People Get Ready" UK 1984 12" (cat. no. 12IS 169)   | 6:59 |
| 2.  | Waiting in Vain (remixed by Julian Mendelsohn)                                       | "Waiting in Vain" UK 1984 12" (cat. no. 12IS 180)             | 5:54 |
| 3.  | Jamming (remixed by Paul "Groucho" Smykle)                                           | "Could You Be Loved" UK 1985 12" (cat. no. 12IS 210)          | 5:33 |
| 4.  | Three Little Birds / Three Little Birds (Dub Version) (remixed by Julian Mendelsohn) | "Three Little Birds" UK 1985 12" (cat. no. 12IS 236)          | 5:18 |
| 5.  | Could You Be Loved (remixed by Errol Brown and Alex Sadkin)                          | "Could You Be Loved" UK 1985 12" (cat. no. 12IS 210)          | 4:18 |
| 6.  | No Woman No Cry (remixed by Eric "E.T." Thorngren)                                   | "Could You Be Loved" UK 1985 12" (cat. no. 12IS 210)          | 4:10 |
| 7.  | Coming in from the Cold (remixed by Eric "E.T." Thorngren)                           | "Could You Be Loved" UK 1985 12" (cat. no. 12IS 210)          | 5:42 |
| 8.  | Buffalo Soldier (remixed by Eric "E.T." Thorngren)                                   | Legend (1984, U.S. version)                                   | 2:52 |
| 9.  | Jamming (remixed by Eric "E.T." Thorngren)                                           | Legend (1984, U.S, version)                                   | 3:20 |
| 10. | Waiting in Vain (remixed by Eric "E.T." Thorngren)                                   | Legend (1984, U.S. version)                                   | 4:11 |
| 11. | Exodus (remixed by Eric "E.T." Thorngren)                                            | Legend (1984, U.S. version)                                   | 8:48 |
| 12. | Lively Up Yourself (remixed by Eric "E.T." Thorngren)                                | previously unreleased                                         | 5:16 |
| 13. | One Love/People Get Ready (dub version, remixed by Godwin Logie)                     | "One Love/People Get Ready" UK 1984 12" (cat. no. 12 ISX 169) | 4:55 |

### Legend: Remixed(2013)
| 1.  | Waiting in Vain (Jim James remix)                             | 5:04 |
| 2.  | Stir It Up (Ziggy Marley remix)                               | 3:34 |
| 3.  | Three Little Birds (Stephen Marley and Jason Bentley remix)   | 3:00 |
| 4.  | Could You Be Loved (RAC (en) remix)                           | 4:04 |
| 5.  | No Woman, No Cry (Stephen Marley remix)                       | 4:41 |
| 6.  | Get Up Stand Up (Thievery Corporation remix)                  | 4:21 |
| 7.  | Satisfy My Soul (Beats Antique remix)                         | 6:11 |
| 8.  | I Shot the Sheriff (Roni Size remix)                          | 5:55 |
| 9.  | Exodus (Pretty Lights remix)                                  | 4:16 |
| 10. | Easy Skanking (Stephen Marley remix)                          | 4:56 |
| 11. | One Love/People Get Ready (Photek remix)                      | 4:57 |
| 12. | Redemption Song (Ziggy Marley remix)                          | 3:54 |
| 13. | Is This Love (Jason Bentley remix)                            | 6:10 |
| 14. | Jamming (Nickodemus and Zeb remix)                            | 4:53 |
| 15. | Punky Reggae Party (Z-Trip featuring Lee Scratch Perry remix) | 5:34 |
| 16. | Buffalo Soldier (Stephen Marley remix)                        | 5:15 |

### Legend (DVD) - 2003
Video-clips de la compilation avec certains morceaux additionnels :
1. Want More (live??)
2. Is This Love (clip)
3. Jamming (live at Rainbow)
4. Could You Be Loved (clip)
5. No Woman No Cry (live at Rainbow)
6. Stir It Up (BBC Whistle Test)
7. Get Up Stand Up (live)
8. Satisfy my Soul (clip)
9. I Shot The Sheriff (live at Rainbow)
10. Buffalo Soldier (clip)
11. Exodus (live at Rainbow)
12. Redemption Song (live on Jamaica TV)
13. One Love / People Get Ready (clip)

## Classements

### Classements hebdomadaires
| Classement (1984–2016)                  | Meilleure position |
| --------------------------------------- | ------------------ |
| Australie (ARIA)                        | 14                 |
| Autriche (Ö3 Austria Top 40)            | 5                  |
| Belgique (Flandre Ultratop)             | 14                 |
| Belgique (Wallonie Ultratop)            | 6                  |
| Canada (Canadian Albums)                | 23                 |
| Canada (Canadian Albums)                | 11                 |
| Pays-Bas (Mega Album Top 100)           | 1                  |
| Finlande (Suomen virallinen lista)      | 11                 |
| France (SNEP)                           | 1                  |
| Allemagne (Media Control AG)            | 11                 |
| Irlande (IRMA)                          | 18                 |
| Italie (FIMI)                           | 35                 |
| Nouvelle-Zélande (RIANZ)                | 1                  |
| Norvège (VG-lista)                      | 8                  |
| Espagne (Promusicae)                    | 41                 |
| Suisse (Schweizer Hitparade)            | 23                 |
| Suède (Sverigetopplistan)               | 10                 |
| Royaume-Uni (UK Albums Chart)           | 1                  |
| États-Unis (Billboard 200)              | 5                  |
| États-Unis (Digital Albums)             | 3                  |
| États-Unis (Top R&B/Hip-Hop Albums)     | 34                 |
| États-Unis (Billboard Reggae)           | 1                  |
| États-Unis (Top Pop Catalog Albums)     | 1                  |
| États-Unis (R&B/Hip-Hop Catalog Albums) | 1                  |

## Certifications
| Région                                                                                                 | Certification | Ventes/Streams |
| --- | ------------- | -------------- |
| France (SNEP)                                                                                          | Diamant       | 1 000 000*     |
| États-Unis (RIAA)                                                                                      | 15 × Platine  | 15 000 000^    |
| Argentine (ACPVP)                                                                                      | 4 × Platine   | 240 000x       |
| Australie (ARIA)                                                                                       | 4 × Platine   | 280 000^       |
| Autriche (IFPI)                                                                                        | 2 × Platine   | 100 000x       |
| Belgique (BEA)                                                                                         | Platine       | 50 000*        |
| Canada (Music Canada)                                                                                  | 2 × Platine   | 200 000^       |
| Finlande (IFPI)                                                                                        | Or            | 36 703         |
| Allemagne (BM)                                                                                         | Platine       | 500 000^       |
| *Ventes selon la certification ^Mise en rayon selon la certification xNon précisé par la certification |               |                |

## Anecdotes
Cette compilation (au même titre que Bob Marley) a une place explicitement symbolique dans l'adaptation cinématographique de 2007 Je suis une légende (I Am Legend), dont trois titres de Legend (I Shot The Sheriff, Three Little Birds et Redemption Song) sont intégrés à la bande-son. Dans cette nouvelle adaptation du roman éponyme de Richard Matheson, le personnage principal Robert Neville (interprété par Will Smith et grand amateur assumé de Bob Marley) écoute plusieurs fois la compilation durant le film.